# Osiedle Piastów Śląskich (Głogów)
Osiedle Piastów Śląskich w Głogowie – osiedle mieszkaniowe na terenie miasta Głogowa w woj. dolnośląskim. Osiedle zabudowane jest w dużym stopniu 4-piętrowymi blokami postawionymi na potrzeby zjeżdżających niegdyś do regionu górników. Według prognoz osiedle miało liczyć ok. 40 tys. mieszkańców, aktualnie liczy jednak 10060 mieszkańców i jest drugą dzielnicą pod względem liczby mieszkańców w mieście.

## Podział osiedla
Osiedle podzielone jest na 3 części według strefy numeracyjnej - I, II oraz III. Nazwy ulic związane są z władcami Piastowskimi np.: Kazimierza Sprawiedliwego, Bolesława Śmiałego, Władysława Łokietka, (jak również ich małżonkami i potomkiniami: ul. Dobrawy, podobnie Królowej Jadwigi) oraz znaczeniami powiązanymi np.: Rycerska, Królewska, Nankera.

### Granice osiedla

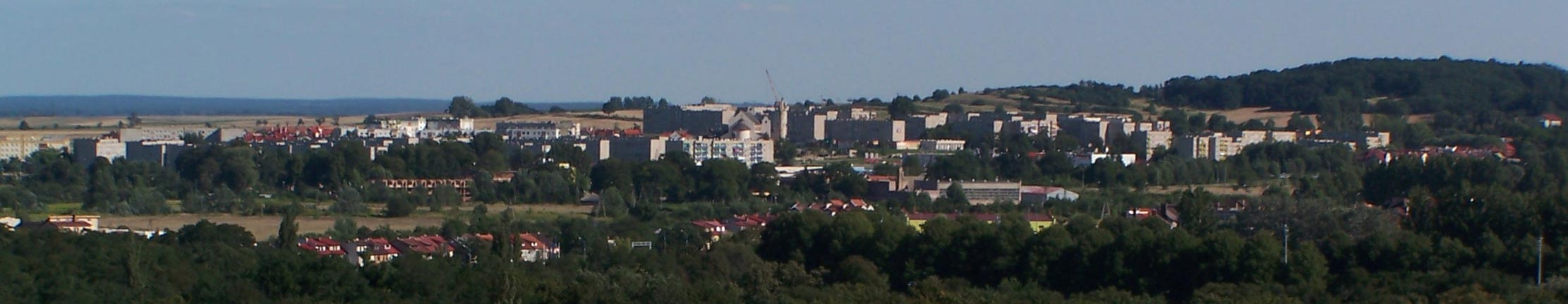
Osiedle Piastów Śląskich w Głogowie z wieży ratusza.

Północ - Fabryczna

Południe - Górkowo

Wschód - Krzepów, Nosocice

Zachód - Żarków

## Handel, rozrywka, kultura
W 2007 roku została ukończona budowa targowiska miejskiego, przeniesionego z obiektów sportowych, na rzecz budowy pływalni Chrobry wraz z zespołem basenów zewnętrznych. Odbywały się na nim także liczne imprezy miejskie np. Dni Głogowa.
Na os. Piastów Śląskich znajduje się również Rodzinne Centrum Rekreacyjno-Sportowe O.K. PARK.

## Religia
Na osiedlu Piastów Śląskich znajduje się Kościół pw. Miłosierdzia Bożego. 

## Edukacja
Na terenie osiedla rozmieszczone są następujące placówki oświaty:
Przedszkola:
- Przedszkole Publiczne nr 17,
- Przedszkole Publiczne nr 21,
- Przedszkole Publiczne nr 15.

Szkoły podstawowe:
- Szkoła podstawowa nr 3,
- Szkoła podstawowa nr 14.

## Ludność
- do 2000 r. - 14 620 osób.
- do 2001 r. - 13 700 osób.
- do 2002 r. - 12 900 osób.
- do 2003 r. - 11 890 osób.
- do 2004 r. - 11 270 osób.
- do 2005 r. - 10 100 osób.
- do 2006 r. - 9 860 osób.